# Coinsins
Coinsins es una comuna suiza del cantón de Vaud, situada en el distrito de Nyon. Limita al norte con la comuna de Genolier, al este con Vich, al sureste con Prangins, y al suroeste y oeste con Duillier.
La comuna fue parte hasta el 31 de diciembre de 2007 del círculo de Begnins.